# (16235) 2000 FF46
A (16235) 2000 FF46 a Naprendszer kisbolygóövében található aszteroida. A LINEAR projekt keretében fedezték fel 2000. március 29-én.